# Moon Tae-il
Moon Tae-il (hangul: 문태일, nascido em 14 de junho de 1994), conhecido mononimamente como Taeil, é um cantor e dançarino sul-coreano. Ele é um ex-integrante do grupo sul-coreano NCT e suas subunidades NCT U e NCT 127 , gerenciadas pela gravadora SM Entertainment. Taeil fez sua estreia em abril de 2016 na unidade rotativa NCT U e se tornou membro da unidade NCT 127, sediada em Seul, em julho de 2016. Moon foi retirado do NCT e todas as suas subunidades no dia 28 de agosto de 2024, após alegações de agressão sexual.

## Carreira

### Pré-estreia
Tae-il foi apresentado como um dos participantes do SM Rookies no dia 13 outubro de 2015. Em 27 de janeiro de 2016, Taeil lançou "Because of You" (단 한사 람) como trilha sonora para a série de TV The Merchant: Gaekju 2015.

### Debut
No dia 9 abril de 2016, Moon fez sua estreia como integrante do grupo NCT, integrando a NCT U, uma subunidade rotativa, com o lançamento do single "Without You". Mais tarde naquele ano ele fez sua estreia na segunda subunidade do grupo chamada NCT 127, a sub-unidade fez sua estreia no dia 7 de julho com o lançamento do EP NCT#127.  Em 30 de dezembro, Taeil participou do single beneficente da SM Station "Sound of Your Heart" (너의 목소리), uma colaboração com artistas da SM Entertainment e o pianista Steve Barakatt.

## Vida pessoal

### Acidente de carro
Em 15 de agosto de 2023, Taeil sofreu um acidente de carro no centro de Seul enquanto voltava para casa de motocicleta após terminar sua agenda no início da manhã. Ele suspendeu temporariamente sua agenda para se concentrar no tratamento e na recuperação.

### Acusações de agressão sexual
No dia 28 de agosto, a gravadora SM Entertainment encerra as atividades do Taeil com o NCT,  após o mesmo ter sido acusado de agressão sexual. No dia 29 de agosto de 2024, um dia após de Taeil ser retirado do grupo, a polícia revelou que as investigações começaram em junho de 2024, a gravadora SM Entertainment nega ter encobrindo o caso. Após sua remoção do grupo, fãs de seu antigo grupo criaram edições para removê-lo das músicas e imagens do grupo, e a equipe em um estande pop-up realizado em colaboração com o Aeroporto Internacional de Incheon encobriu suas fotos. Em 13 de setembro, a Delegacia de Polícia de Seul Bangbae anunciou que o caso havia sido entregue aos promotores no dia 12.
No dia 7 de outubro de 2024 foi alegado que Moon supostamente agrediu sexualmente uma mulher bêbeda junto com dois conhecidos, Moon foi enviado para julgamento sem detenção por acusações de quase estupro (cometido quando uma pessoa comete estupro enquanto está de posse de uma arma ou enquanto duas ou mais pessoas agem juntas para estuprar uma vítima que é incapaz de resistir). Com o resultado do caso em andamento, a SM anunciou que rescindiria o contrato de Taeil em 16 de outubro. Em 4 de março de 2025, Taeil foi indiciado pelas acusações.

## Discografia

### Aparições em trilhas sonoras
| Título                                                                                    | Ano  | Melhores posições nas paradas | Álbum                   |
| Título                                                                                    | Ano  | COR                           | Álbum                   |
| ----------------------------------------------------------------------------------------- | ---- | ----------------------------- | ----------------------- |
| "Bandit"                                                                                  | 2023 | —                             | Song of the Bandits OST |
| "—" denota lançamentos que não entraram nas paradas ou não foram lançados naquela região. |      |                               |                         |

### Créditos de composição
Todos os créditos das canções são adaptados do banco de dados da Korea Music Copyright Association, salvo indicação em contrário.
| Ano  | Artista        | Canção             | Álbum                     | Letrista  | Letrista                                                   | Compositor | Compositor          |
| Ano  | Artista        | Canção             | Álbum                     | Creditada | Com                                                        | Creditada  | Com                 |
| ---- | -------------- | ------------------ | ------------------------- | --------- | ---------------------------------------------------------- | ---------- | ------------------- |
| 2023 | Taeil          | "Will Be"          | Adicionado à nenhum álbum | Yes       | YUHWA                                                      | Yes        | YUHWA, 김수로       |
| 2023 | Taeil, Haechan | "N.Y.C.T.          | NCT Lab                   | Yes       | Haechan                                                    | Yes        | 연수, Haechan, Deez |
| 2023 | NCT 127        | "Love Is a Beauty" | Fact Check                | Yes       | YUHWA, Lee Tae-yong, Mark, San Yoon, The Breed, Mizzy Lott | Não        | N/A                 |